# Vitbrynad purpurtofs
Vitbrynad purpurtofs (Iodopleura isabellae) är en fågel i familjen tityror inom ordningen tättingar.

## Utbredning och systematik
Vitbrynad purpurtofs behandlas antingen som monotypisk eller delas in i två underarter:
- Iodopleura isabellae isabellae – förekommer från sydöstra Colombia till östra Ecuador, östra Peru, norra Bolivia och norra Brasilien
- Iodopleura isabellae paraensis – förekommer i nordöstra Brasilien (Río Tocantins till Pará och Goiás)

## Status
IUCN kategoriserar arten som livskraftig.